# Florentino Manzano García
Florentino Manzano García (Cartagena, 5 de noviembre de 1949), es un empresario conocido en el mundo deportivo por ser fundador y presidente del Cartagonova Fútbol Club, actualmente FC Cartagena. Desde el verano de 2012 es presidente del Cádiz CF.

## Trayectoria profesional
Florentino Manzano funda el Fútbol Club Cartagena en 1995 con el nombre de Cartagonova Fútbol Club. En la temporada 1995-1996, Florentino adquiere una plaza en Territorial Preferente y empieza a competir. A final de temporada queda segundo clasificado y logra el ascenso a Tercera división.
En 2003 vendería su paquete accionarial al grupo de empresario liderado por Luis Oliver Albesa acuciado por las deudas, desligándose del Cartagonova Fútbol Club y dedicándose de lleno a sus negocios empresariales.
Florentino llevaba fuera de los focos casi diez años hasta el 2012, que aceptó el puesto de presidente del Cádiz CF, tras la compra del paquete accionarial de Antonio Muñoz Vera por parte de un grupo inversor italo-suizo, donde Alexandro Gaucci, hijo del que fuera presidente del Catania y Perugia, lleve la voz cantante y ha querido que el expresidente y fundador del Cartagonova esté al frente como máximo dirigente.